# Виноградов Володимир Борисович
Володимир Борисович Виноградов (нар. 20 січня 1930, Ленінград, СРСР) — радянський футболіст, нападник.

## Життєпис
У 1938-1946 навчався в школі № 6 Свердловського району Ленінграда, у 1946-1950 році працював модельником на Балтійському заводі, де грав за юнацьку команду з футболу. З 1950 року — у складі «Зеніту», перший матч провів 13 вересня 1951 року в останньому турі чемпіонату — у аиїзному поєдинку проти московського «Спартака» вийшов на заміну і на 84-й хвилині забив переможний м'яч, зробивши рахунок 2:1. За «Зеніт» Виноградов виступав до 1957 року, провів у чемпіонатах 68 поєдинків, відзначився 7 голами.
У 1957-1961 роках грав за «Авангард» / «Адміралтієць», в 1962 року — за ленінградський СКА, у 1963 року — за «Хімік» (Дніпродзержинськ).